# 845
845 (DCCCXLV) fue un año común comenzado en jueves del calendario juliano, en vigor en aquella fecha.

## Acontecimientos
- 28 de marzo - París es saqueada por invasores vikingos bajo Ragnar Lodbrok, que cobra un rescate enorme por salir.
- Vikingos saquean también las ciudades de Hamburgo y Melun.

## Nacimientos
- 1 de agosto - Sugawara no Michizane, poeta y erudito japonés, célebre como poeta en su época, que a su muerte fue deificado como kami de la sabiduría (murió en 903).